# Jota Indi
Jota Indi är en orange ljusstark jätte i Indianens stjärnbild.
Stjärnan har visuell magnitud +5,04 och är synlig för blotta ögat vid normal seeing. Den befinner sig på ett avstånd av ungefär 465 ljusår.